# 1893 en littérature
| Années de la littérature : 1890 - 1891 - 1892 - 1893 - 1894 - 1895 - 1896    |
| Décennies de la littérature : 1860 - 1870 - 1880 - 1890 - 1900 - 1910 - 1920 |

Cet article présente les faits marquants de l'année 1893 en littérature.

## Essais
- Theodore Bent publie une description des sites historiques du Tigré, The Sacred Cities of the Ethiopians.
- Gaston Milhaud, Les origines de la Science grecques, éd. Félix Alcan
- La signification de la frontière dans l’histoire américaine, de Frederick Jackson Turner, qui soutient que l’histoire américaine est indissociable de l’attrait exercé par la frontière, la wilderness (les immensités encore non peuplées) déterminant l’évolution historique.
- De la division du travail social du sociologue Émile Durkheim.
- Histoire de France, premier volume, de Lavisse et Rambaud.
- Sur les causes de l’actuelle décadence et sur les nouveaux courants de la littérature russe contemporaine de Dimitri Merejkovski.
- La Tyrannie socialiste de Yves Guyot
- Philosophie : l'Action de Maurice Blondel.

## Philosophie
- La Philosophie de la liberté, de Rudolf Steiner.

## Religion
- Dersana Ragouél, homélie sur l’archange Ragouél, qui exalte l’importance des monastères alentour d’Addis-Abeba (Zouqouala, Yérér…).

## Poésie
- Mes prisons de Verlaine.
- Les Trophées recueil de poèmes parnassiens de José-Maria de Heredia.

## Romans
- Le Docteur Pascal, d'Émile Zola
- Les Mystères de Montréal, d'Auguste Fortier.
- La Tentative amoureuse, d'André Gide.
- Le Voyage d'Urien, d'André Gide et Maurice Denis.
- En famille (roman), d'Hector Malot.
- Messieurs les ronds-de-cuir, de Georges Courteline.

## Principales naissances
- 2 juillet : Mihai Tican Rumano, écrivain voyageur roumain († 20 mars 1967).
- 22 août : Dorothy Parker, écrivaine et scénariste américaine († 7 juin 1967).
- 3 septembre : Andreï Diki, écrivain, homme politique et journaliste russe blanc († 9 avril 1977).
- 8 septembre : Teresa Wilms Montt, écrivaine et poétesse chilienne († 24 décembre 1921).
- 13 novembre: Juan Emar, écrivain chilien († 8 avril 1964).
- 30 novembre : Israel Joshua Singer, écrivain yiddish († 10 février 1944).

## Principaux décès
- 23 janvier : José Zorrilla, poète romantique espagnol (° 1817).
- 5 mars : Hippolyte Taine, philosophe, critique et historien français (° 1828).
- 6 juillet :  Guy de Maupassant, 43 ans, écrivain français.
- 5 août : Friedrich Wilhelm Adami, 77 ans, écrivain, dramaturge et critique de théâtre allemand. (° 18 octobre 1816).
- 2 décembre : Caroline Pavlova, poétesse et romancière russe et traductrice en allemand (° 10 juillet 1807).